# 马涅马省
马涅马省是位于刚果民主共和国东部的一个省，首府金杜，人口1,246,787（1998年），面積132,250 km²。

## 马涅马省的镇
- 金杜（Kindu）
- 卡松戈（Kasongo）